# Alexander Morton Monument
Das Alexander Morton Monument ist ein Denkmal zwischen Darvel und Greenholm in der schottischen Council Area East Ayrshire. 1980 wurde das Bauwerk in die Kategorie C der schottischen Denkmallisten aufgenommen. 1993 erfolgte die Hochstufung in die höchste Denkmalkategorie A.

## Beschreibung
Das Monument liegt abseits der A71 zwischen Darvel und Greenholm. Es gedenkt Alexander Morton, der sich um die Industrialisierung im Irvine Valley verdient gemacht hat. Für den Entwurf des 1927 nach einjähriger Bauzeit fertiggestellten Bauwerks zeichnet der Edinburgher Architekt und Designer Robert Lorimer verantwortlich. Lorimer erschuf ein Bauwerk von halboktogonalem Grundriss. Das Mauerwerk besteht aus bossiertem, cremefarbenem Sandstein. Sowohl der obere Abschluss als auch die beiden Außenseiten sind mit poliertem Sandstein verkleidet. Mittig ist in einer Mauernische eine Bronzeskulptur Mortons eingelassen. Darüber sind Nortons Lebensdaten eingraviert, während sich darunter eine Gedenkplakette mit den Worten „Alexander Morton who led this valley to industrial fame and prosperity“ befindet. Beiderseits der Büste zeigen Tafeln textilindustrielle Motive und sind mit beschreibenden Unterschriften versehen. Die beiden Seitenenden sind konkav abgerundet und mit Skulpturen verziert. Links ist ein Junge mit Garbe und Sichel, rechts ein Mädchen zu sehen. Ein schmiedeeisernes Geländer flankiert das Bauwerk und grenzt den gepflasterten Vorplatz ein. Dieser ist über eine kleine Treppe von der Straße aus zugänglich.